# Reš (lettera)
| Fenicio | Ebraico | Ebraico | Corsivo |
| ------- | ------- | ------- | ------- |
| Resh    | ר       | ר       |         |

Reš o Resh (ר, pronuncia /r/) è la ventesima lettera dell'alfabeto ebraico. È inoltre presente in alcuni alfabeti semitici nell'ordine abjad, come quello fenicio (), quello aramaico e arabo (rāʾ ر‎). Il suo valore fonetico fa parte di alcune consonanti rotiche, tra cui: [ r ] o [ ɾ ], ma anche [ ʁ ] o [ ʀ ] in ebraico (vibrante uvulare). Questa lettera è imparentata con ρ  dell'alfabeto greco, con r  dell'alfabeto latino e р del Cirillico.

## Origini
La parola resh si assume usualmente che sia proveniente dal pittogramma di una testa, a riflettere il protosemitico *raʾ(i)š-. La parola imparentata semitico-orientale, rēš-, è una delle possibili letture fonetiche del segno cuneiforme sumero "testa" (SAG 𒊕, ) in lingua accadica.
Nella maggioranza degli alfabeti semitici, la lettera resh (e suoi equivalenti) è notevolmente simile alla lettera daleth (e suoi equivalenti). Nell'alfabeto siriaco, le lettere sono talmente simili che ora vengono distinte unicamente da un punto: resh ha il punto sopra la lettera stessa, mentre la dalet si distingue dal punto sotto la lettera stessa. Nell'alfabeto arabo, rāʼ ha una coda più lunga della dāl.
La lettera fenicia ha dato origine al greco Rho (Ρ), etrusco r , latino R e cirillico Р.

## Reshebraica
| Varianti ortografiche | Varianti ortografiche | Varianti ortografiche | Varianti ortografiche | Varianti ortografiche |
| Vari font tipografici | Vari font tipografici | Vari font tipografici | Corsivo ebraico       | Carattere Rashi       |
| Serif                 | Sans-serif            | Monospazio            | Corsivo ebraico       | Carattere Rashi       |
| --------------------- | --------------------- | --------------------- | --------------------- | --------------------- |
| ר                     | ר                     | ר                     |                       |                       |

Ortografia ebraica compitata: רֵישׁ‎
In ebraico, Resh rappresenta una consonante rotica che ha usi differenti in differenti dialetti:
- Nell'ebraico moderno: una fricativa uvulare sonora ʁ, che è anche la pronuncia più comune di Resh in ebraico.
- In pronunce aschenazite: a volte una vibrante uvulare ʀ o approssimante alveolare r.
- In pronunce sefardite e mizrahì: una vibrante alveolare r o monovibrante alveolare ɾ.

Resh, insieme a Ajin, Aleph, He e Het, è una delle lettere che convenzionalmente non assume un punto dagesh. Nella tradizione ebraica yemenita, la Resh viene usata come la maggioranza delle consonanti, in quanto può assumere un punto dagesh hazak in alcune circostanze. Inoltre, nella versione della Bibbia (Tanakh) accettata dalla maggioranza degli ebrei, esistono 17 casi in cui la Resh è segnata da un punto dagesh.
Nella ghematria, Resh rappresenta il numero 200 (duecento).

### Come abbreviazione
Resh come abbreviazione indica la parola "Rabbi" (o Rav, Rebbe, Rabban, Rabbenu, e altre costruzioni simili).
Si può riscontrare una Resh dopo il nome di una persona su una lapide tombale per indicare che tale persona era un rabbino o anche un Rav, termine generico per "insegnante/maestro" o guida spirituale.